# Cantonul Eygurande
Cantonul Eygurande este un canton din arondismentul Ussel, departamentul Corrèze, regiunea Limousin, Franța.

## Comune
- Aix
- Couffy-sur-Sarsonne
- Courteix
- Eygurande (reședință)
- Feyt
- Lamazière-Haute
- Laroche-près-Feyt
- Merlines
- Monestier-Merlines
- Saint-Pardoux-le-Neuf